# Sandracottus maculatus
Sandracottus maculatus är en skalbaggsart som först beskrevs av Wehncke 1876.  Sandracottus maculatus ingår i släktet Sandracottus och familjen dykare. Inga underarter finns listade i Catalogue of Life.